# ヨシップ・イリチッチ
ヨシップ・イリチッチ（Josip Iličić (クロアチア語発音: [jǒsip ǐlitʃitɕ];), 1988年1月29日 - ）は、ユーゴスラビア（現ボスニア・ヘルツェゴビナ）・プリイェドル出身のサッカー選手。コペル所属。元スロベニア代表。ポジションはフォワード。

## 経歴
2007-08シーズン、スロベニア・リーグ2部のSCボニフィカにてプロデビュー。
2008年8月には1部のNKインテルブロック・リュブリャナに移籍。2009-10シーズン終了後にはチームが2部に降格するも、2010年夏にNKマリボルへ移籍した。マリボル加入後、ヨーロッパリーグ予選のハイバーニアンFC戦にて2ゴール、USチッタ・ディ・パレルモ戦にて1ゴールと早くも結果を残した。この活躍が評価され、パレルモ戦の翌日である8月27日にチームメイトのアルミン・バチノビッチと共にパレルモへ移籍した。
2013年7月23日、パレルモの降格に伴い、ACFフィオレンティーナ移籍が決定。2015-16シーズンはリーグ戦13ゴールを決める活躍を見せた。
2017-18シーズンよりアタランタBCに移籍し11ゴールを決めチームに貢献すると、2018-19シーズンは12ゴールを決め、23ゴールを決めたドゥバン・サパタと共にアタランタ史上初のチャンピオンズリーグ出場に大きく貢献した。
2019-20シーズン、12月22日ACミラン戦、1月6日パルマ戦と2試合連続ゴールを決め、1月25日トリノ戦で45メートルの直接FKを含むハットトリックを達成した。UEFAチャンピオンズリーグ決勝トーナメント1回戦バレンシアCF戦1stレグで1ゴール、2ndレグではアタランタの全4ゴールを一人で決め、クラブ史上準々決勝進出に貢献、チャンピオンズリーグ決勝トーナメントにおいて、1stレグと2ndレグの2戦合計5得点以上を達成した史上3人目(リオネル・メッシとクリスティアーノ・ロナウドが過去に達成している。)の選手になった。しかし個人的な問題から7月11日のユヴェントス戦以降の試合を欠場、チャンピオンズリーグ準々決勝のパリ・サンジェルマン戦も欠場、チームも準決勝進出を逃した。しかし2020-21シーズン、19試合と限られた出場機会で7ゴール11アシストを決めたものの、ガスペリーニ監督の不仲も報じられ、ACミランへの移籍が報じられた。2021-22シーズンは8試合の先発に留まり、2022年8月31日に双方合意の元で契約を解除したことが発表された。
2022年10月5日、母国スロベニアのNKマリボルに3年契約で加入することが発表された。12年ぶりのマリボル復帰となる。

### 代表
クロアチア代表を選択することも出来たが、2010 FIFAワールドカップ後最初の試合となった、2010年8月11日のオーストラリアとの親善試合でスロベニア代表としてデビュー。
2013年9月10日の2014 FIFAワールドカップ予選、キプロス戦で代表初得点を挙げた。

## プレースタイル
レフティーでフリーキックを得意としている。ガゼッタ・デロ・スポルトのインタビューで、セットプレーでインスピレーションを受けた選手としてセルティック時代の中村俊輔の名を挙げ「彼のFKは世界一だ。」とコメントした。

## 個人成績

### クラブ
| クラブ   | クラブ                         | クラブ     | リーグ | リーグ | カップ | カップ | 国際大会 | 国際大会 | 合計 | 合計 |
| シーズン | クラブ                         | リーグ     | 出場   | 得点   | 出場   | 得点   | 出場     | 得点     | 出場 | 得点 |
| -------- | ------------------------------ | ---------- | ------ | ------ | ------ | ------ | -------- | -------- | ---- | ---- |
| 2007-08  | ボニフィカ                     | 2.SNL      | 24     | 3      | 0      | 0      |          |          | 24   | 3    |
| 2008-09  | インテルブロック・リュブリャナ | 1.SNL      | 27     | 9      | 4      | 1      |          |          | 31   | 10   |
| 2009-10  | インテルブロック・リュブリャナ | 1.SNL      | 30     | 3      | 2      | 1      | 2        | 0        | 34   | 4    |
| 2010-11  | マリボル                       | 1.SNL      | 5      | 1      | 0      | 0      | 6        | 3        | 11   | 4    |
| 通算     | スロベニア                     | スロベニア | 86     | 16     | 6      | 2      | 8        | 3        | 100  | 21   |
| 2010-11  | パレルモ                       | セリエA    | 34     | 8      | 5      | 0      | 0        | 0        | 39   | 8    |
| 2011-12  | パレルモ                       | セリエA    | 33     | 2      | 1      | 3      | 2        | 1        | 36   | 6    |
| 2012-13  | パレルモ                       | セリエA    | 30     | 10     | 1      | 1      | 0        | 0        | 31   | 11   |
| 2013-14  | フィオレンティーナ             | セリエA    | 21     | 3      | 2      | 1      | 8        | 2        | 31   | 6    |
| 2014-15  | フィオレンティーナ             | セリエA    | 25     | 8      | 2      | 0      | 7        | 2        | 34   | 10   |
| 2015-16  | フィオレンティーナ             | セリエA    | 30     | 13     | 1      | 0      | 6        | 2        | 37   | 15   |
| 2016-17  | フィオレンティーナ             | セリエA    | 29     | 5      | 2      | 0      | 4        | 1        | 35   | 6    |
| 2017-18  | アタランタ                     | セリエA    | 31     | 11     | 4      | 0      | 6        | 4        | 41   | 15   |
| 2018-19  | アタランタ                     | セリエA    | 30     | 12     | 5      | 1      | 0        | 0        | 35   | 13   |
| 通算     | イタリア                       | イタリア   | 264    | 72     | 23     | 6      | 33       | 12       | 320  | 90   |
| 通算     | 通算                           | 通算       | 348    | 88     | 29     | 8      | 41       | 15       | 420  | 111  |

### 代表
| スロベニア代表 | 国際Aマッチ | 国際Aマッチ |
| 年             | 出場        | 得点        |
| -------------- | ----------- | ----------- |
| 2010           | 6           | 0           |
| 2011           | 8           | 0           |
| 2012           | 8           | 0           |
| 2013           | 1           | 1           |
| 2014           | 4           | 0           |
| 2015           | 8           | 1           |
| 2016           | 9           | 0           |
| 2017           | 6           | 3           |
| 2018           | 5           | 0           |
| 2019           | 10          | 4           |
| 2020           | 3           | 1           |
| 2021           | 11          | 6           |
| 通算           | 79          | 16          |

### 代表での得点
| #  | 開催日         | 開催地                             | 対戦国       | スコア | 結果 | 大会                          |
| -- | -------------- | ---------------------------------- | ------------ | ------ | ---- | ----------------------------- |
| 1  | 2013年9月10日  | GSPスタジアム                      | キプロス     | 0–2    | 0–2  | 2014 FIFAワールドカップ予選   |
| 2  | 2015年3月27日  | スタディオン・ストジツェ           | サンマリノ   | 1–0    | 6–0  | UEFA EURO 2016予選            |
| 3  | 2017年6月10日  | スタディオン・ストジツェ           | マルタ       | 1–0    | 2–0  | 2018 FIFAワールドカップ予選   |
| 4  | 2017年9月4日   | スタディオン・ストジツェ           | リトアニア   | 1–0    | 4–0  | 2018 FIFAワールドカップ予選   |
| 5  | 2017年9月4日   | スタディオン・ストジツェ           | リトアニア   | 2–0    | 4–0  | 2018 FIFAワールドカップ予選   |
| 6  | 2019年6月10日  | ダウガヴァ・スタディオン           | ラトビア     | 3–0    | 5–0  | UEFA EURO 2020予選            |
| 7  | 2019年6月10日  | ダウガヴァ・スタディオン           | ラトビア     | 4–0    | 5–0  | UEFA EURO 2020予選            |
| 8  | 2019年10月10日 | トシェ・プロエスキ・アレナ         | 北マケドニア | 1–2    | 1–2  | UEFA EURO 2020予選            |
| 9  | 2019年11月19日 | ワルシャワ国立競技場               | ポーランド   | 2–2    | 2–3  | UEFA EURO 2020予選            |
| 10 | 2020年11月15日 | スタディオン・ストジツェ           | コソボ       | 2–1    | 2–1  | UEFAネーションズリーグ2020-21 |
| 11 | 2021年3月27日  | フィシュト・オリンピックスタジアム | ロシア       | 1–2    | 1–2  | 2022 FIFAワールドカップ予選   |
| 12 | 2021年6月4日   | スタディオン・ボニフィカ           | ジブラルタル | 2–0    | 6–0  | 親善試合                      |
| 13 | 2021年6月4日   | スタディオン・ボニフィカ           | ジブラルタル | 5–0    | 6–0  | 親善試合                      |